# ワーリントン・ベーデン＝パウエル
ワーリントン・ベーデン＝パウエル（英語: Henry Warington Smyth Baden-Powell、1847年2月3日 - 1921年4月24日）は、ロバート・ベーデン＝パウエル卿の兄で、シースカウトの創立者。

## 生涯
1857年、セントポール大学を卒業。
経歴の初期において彼は、船長(Master Mariner)の資格を得て、王立海軍予備隊(Royal Naval Reserve)の中尉となった。
カヌーの持つ魅力の虜となった彼は、1871年、24歳のときにバルト海一円を自らパドルで漕いでカヌーで巡航した。ドイツ、デンマーク、スウェーデンへの寄航の経験を含んだこのときの航海記「Canoe Travelling: Log of a Cruise on the Baltic, and Practical Hints on Building and Fitting Canoes」は、1871年に刊行された。
1876年、インナーテンプル法学院の第三学期には法廷弁護士として認められ、後には英国海軍法務局(?)入りし、海に関するいくつかの重要な組織のメンバーになった。
1872年4月26日に勅選弁護士（King's Counsel／K.C.）として認められた。
王立地理学会（Royal Geographic Society／F.R.G.S.）のフェローに選ばれた。
また、船大工の会社(The Shipwrights' Company)、造船協会(Naval Architects Council)の会員、ヨットレース協会(Yacht Racing Association)、アテナイオン・クラブ(Athenaeum Club)の会員資格も得た。

## シースカウト
ロバート・ベーデン＝パウエルは彼のボーイスカウト運動の最初の専門的な分枝であるシースカウトの創立を手伝ってくれないかと兄であるワーリントンに尋ねた。それに同意したワーリントン、1910年、イングランドでシースカウトが公式に結成された。
それからワーリントンは、シースカウトの最初の公式なマニュアル「Sea Scouting and Seamanship for Boys」を執筆・刊行した。このマニュアルは大変よく売れ、シースカウトの活動は全盛を迎えた。

## 帆走カヌー
ワーリントン・ベーデン＝パウエルが1874年に参加した王立カヌークラブで、彼は初期メンバーであり、プロモータでもあった。
彼は特殊な帆走船としてのカヌーを開発した。これはヨットの操縦が富裕層のためのものであった時代に、リーズナブルなコストで参加できるアマチュア・スポーツとなり、1870年代にはその種の帆走カヌーによるレースが組織されるまでに普及した。

## 著作
- Canoe Travelling: Log of a Cruise on the Baltic, and Practical Hints on Building and Fitting Canoes (London: Smith, Elder, 1871)
- Sea Scouting and Seamanship for Boys (Glasgow: Brown, Son & Ferguson, 1910)

## 関連事項
- ボーイスカウト